# Цибале
Цибале (лат. Cibalae) је римско насеље које се налазило на југу данашње Панонске низије, на левој обали реке Босут, на територији данашњих Винковаца. Током 8. века п. н. е. на овом подручју је живело илирско племе Бреуци, а у 3. веку п. н. е. келтско племе Скордисци. Подручје освајају Римљани Тиберијевом победом у 1. веку. Град пропада током најезде Гота.
Римско насеље, површине 60 хектара, вероватно је било опасано земљаним насипом исперд којег је био канал. У време цара Хадријана Кибале добија статус муниципијума (лат. Municipium Aurelia Cibalae). Насеље јача током Септимија Севера (193. — 211.), а статус колоније (лат. Colonia Aurelia Cibalae) добија током владавине Каракале.
Антички локалитет се налази испод савременог града што отежава археолошка ископавања. Пронађени су само остаци терми и покретни налази, попут керамике (откривена је и луксузна тера сигилата), стакла, новца и натписа. 
Цибале је родни град двојице царева, Валентинијана и Валенса.